# Lepidopetalum micans
Lepidopetalum micans är en kinesträdsväxtart som beskrevs av K. Schum. & Lauterb.. Lepidopetalum micans ingår i släktet Lepidopetalum och familjen kinesträdsväxter. Inga underarter finns listade i Catalogue of Life.